# Élevon

Elevon

Un élevon est la gouverne placée sur chaque bord de fuite d’une aile delta conjuguant l’action de gouverne de tangage (volet de profondeur) à celle de roulis (aileron).
Le terme est dérivé de l’anglais elevon, contraction de elevator (gouverne de profondeur) et aileron.